# Волошка салонікська
Волошка салонікська, блават грецький, волошка салоницька (Centaurea salonitana), волошка червоноквіткова як Centaurea rubriflora — вид рослин з родини айстрових (Asteraceae), поширений у Європі від Балканського півострова до пд. Росії та в азійській Туреччині.

## Опис
Багаторічна рослина. Стебла прямостійні, 50–100 см заввишки, кутові, шорсткі або ± волохаті, слабо розгалужені. Плоди сім'янки, обернено-конічні, вершини укорочені, коричневі, 5.7–6.3 x 2.6–3 мм; поверхня гладка, злегка блискуча, від білуватої до чорнуватої. 2n = 20, 40.

## Поширення
Поширений у Європі від Балканського п-ва до пд. Росії та в азійській Туреччині; натуралізований в Угорщині.
В Україні вид зростає на степових і кам'янистих схилах, піщанистих і вапняних відслоненнях і як бур'ян уздовж доріг — у Лісостепу, Степу, Криму (крім гірських букових лісів і яйл), зазвичай.